# Song of granite
Song of Granite és una pel·lícula biogràfica irlandesa del 2017 dirigida per Pat Collins. Va ser seleccionada com a entrada irlandesa a la millor pel·lícula en llengua estrangera als 90è Premis de l'Acadèmia, però no va ser nominada.

## Trama
Els orígens i la trajectòria de Joe Heaney cantant  de sean-nós o peces vocals tradicionals amb llengua irlandesa sense acompanyament musical.

## Repartiment
- Colm Seoighe com a Joe 1
- Mícheál Ó Confhaola com a Joe 2
- Macdara Ó Fátharta com a Joe 3
- Leni Parker com la senyora Rosenblatt
- Alain Goulem com Alan Lomax
- Jaren Cerf com a Rosie